# Ivan Močinić
Ivan Močinić (* 30. April 1993 in Rijeka) ist ein kroatischer Fußballspieler.

## Karriere

### Verein
Močinić begann seine Karriere in seiner Heimatstadt beim HNK Rijeka. Sein Debüt für Rijeka in der 1. HNL gab er am 12. Spieltag der Saison 2011/12 gegen Dinamo Zagreb. Sein erstes Tor in der 1. HNL erzielte er am letzten Spieltag der Saison 2011/12 gegen den NK Karlovac. Nachdem Močinić mit Rijeka in der Qualifikation Prestatyn Town, MŠK Žilina und den VfB Stuttgart besiegt hatte, konnte man sich in der Saison 2013/14 für die Europa League qualifizieren. Dort kam Močinić in jedem Spiel Rijekas über die volle Distanz zum Einsatz. Nach vier Remis und zwei Niederlagen musste Rijeka jedoch als Letzter der Gruppe I aus dem Bewerb ausscheiden. In der folgenden Saison war man ebenfalls wieder in der Europa League vertreten. In der Saison 2015/16 wurde Močinić zu Rijekas Kapitän.
Im Juli 2016 wechselte er nach Österreich zum SK Rapid Wien, bei dem er einen bis Juni 2020 gültigen Vertrag erhielt. Nach 14 Spielen in der Bundesliga wurde sein Vertrag im Juni 2019 aufgelöst. In den Saisonen 2017/18 und 2018/19 war er verletzungsbedingt zu keinen Einsätzen für die Profis gekommen.
Daraufhin kehrte er im August 2019 nach Kroatien zurück und wechselte zum NK Istra 1961.

### Nationalmannschaft
Močinić spielte für diverse kroatische Juniorenauswahlen. Mit der U-19 nahm er 2012 an der EM teil. Im März 2013 spielte er erstmals für Kroatiens U-21-Team.
Močinić stand, ohne jemals zuvor auch nur im Kader der A-Nationalmannschaft gestanden zu haben, im eigentlichen Kader Kroatiens für die WM 2014 in Brasilien. Nachdem er sich jedoch am Sprunggelenk verletzt hatte, wurde er durch Milan Badelj ersetzt.
Im November 2015 debütierte Močinić schließlich für die A-Nationalmannschaft in einem Testspiel gegen Russland.

## Persönliches
Sein Vater Efrem Močinić war in den 1990er Jahren als Fußballprofi in Österreich aktiv. Er spielte unter anderem für Austria Salzburg und die SV Braunau.